# Варюшинська сільська рада
Варю́шинська сільська́ ра́да — колишній орган місцевого самоврядування в Веселинівському районі Миколаївської області. Адміністративний центр — село Варюшине.

## Загальні відомості
- Варюшинська сільська рада утворена в 1992 році.
- Територія ради: 2,177 км²
- Населення ради: 939 осіб (станом на 2001 рік)
- Територією ради протікає річка Південний Буг.

## Населені пункти
Сільській раді були підпорядковані населені пункти:
- с. Варюшине
- с. Новий Городок

## Склад ради
Рада складалася з 14 депутатів та голови.
- Голова ради: Букшицький Володимир Станіславович
- Секретар ради: Швець Людмила Олександрівна

### Керівний склад попередніх скликань
| ПІБ                                | Основні відомості                                                          | Дата обрання | Дата звільнення |
| ---------------------------------- | -------------------------------------------------------------------------- | ------------ | --------------- |
| Квасівка Олександр Олександрович   | Сільський голова, 1960 року народження, член Соціалістичної партії України | 26.03.2006   | 31.10.2010      |
| Букшицький Володимир Станіславович | Сільський голова, 1957 року народження, освіта вища, член Партії регіонів  | 31.10.2010   |                 |

Примітка: таблиця складена за даними сайту Верховної Ради України